# Грм (Требње)
Грм (словен. Grm) је насељено место у општини Требње, регија Југоисточна Словенија, Словенија.

## Историја
До територијалне реорганизације у Словенији био је у саставу старе општине Требње.

## Становништво
У попису становништва из 2011. године, Грм је имао 135 становника.
| Број становника према пописима | Број становника према пописима | Број становника према пописима |
| ------------------------------ | ------------------------------ | ------------------------------ |
| 1991                           | 2002                           | 2011                           |
| 93                             | 96                             | 135                            |